# Società Sportiva Pro Italia 1926-1927
Questa pagina raccoglie i dati riguardanti la Società Sportiva Pro Italia nelle competizioni ufficiali della stagione 1926-1927.

## Rosa
| N. |                   | Ruolo | Calciatore           |
| -- | ----------------- | ----- | -------------------- |
|    | Italia (bandiera) | C     | Ascanelli III        |
|    | Italia (bandiera) |       | Arzeni               |
|    | Italia (bandiera) |       | Lamanna              |
|    | Italia (bandiera) |       | Colombo              |
|    | Italia (bandiera) | A     | Cosimo Cazzato       |
|    | Italia (bandiera) |       | Paradiso II          |
|    | Italia (bandiera) | P     | Tedeschi             |
|    | Italia (bandiera) |       | Perrucci             |
|    | Italia (bandiera) | A     | De Pasquale II       |
|    | Italia (bandiera) | C     | De Pasquale III      |
|    | Italia (bandiera) | C     | Giuseppe Friuli (II) |

| N. |                   | Ruolo | Calciatore      |
| -- | ----------------- | ----- | --------------- |
|    | Italia (bandiera) | A     | Burattini       |
|    | Italia (bandiera) | C     | Longhi          |
|    | Italia (bandiera) | D     | Mangarella      |
|    | Italia (bandiera) | A     | Mongelli        |
|    | Italia (bandiera) | A     | Marino          |
|    | Italia (bandiera) | A     | Luigi Palmisano |
|    | Italia (bandiera) | P     | Guglielmo Pieri |
|    | Italia (bandiera) | A     | Pignatelli      |
|    | Italia (bandiera) | C     | Rambaldo        |
|    | Italia (bandiera) | A     | Valletta        |
|    | Italia (bandiera) | P     | Ciaccio II      |

## Risultati

### Prima Divisione - girone D

#### Girone di andata
| Taranto 3 ottobre 1926 1ª giornata | Pro Italia | 2 – 0 | Ideale |  |

| Palermo 10 ottobre 1926 2ª giornata | Palermo | 0 – 2 Sul campo 3-0, a tav. | Pro Italia |  |

| Taranto 17 ottobre 1926 3ª giornata | Pro Italia | 0 – 2 | Bagnolese |  |

| Taranto 24 ottobre 1926 4ª giornata | Pro Italia | 2 – 3 | Casertana |  |

| Taranto 7 novembre 1926 5ª giornata | Pro Italia | 2 – 2 | Foggia |  |

| Roma 14 novembre 1926 6ª giornata | Roman | 0 – 1 | Pro Italia |  |

| Taranto 6 gennaio 1927 7ª giornata | Pro Italia | 0 – 2 | Bari FC |  |

| Taranto 28 novembre 1926 8ª giornata | Audace Taranto | 0 – 1 | Pro Italia |  |

| Taranto 5 dicembre 1926 9ª giornata | Pro Italia | 0 – 2 | Lazio |  |

#### Girone di ritorno
| Bari 19 dicembre 1926 10ª giornata | Ideale | 1 – 0 | Pro Italia |  |

| Taranto 26 dicembre 1926 11ª giornata | Pro Italia | 2 – 0 A tav. per forfait | Palermo |  |

| Napoli 2 gennaio 1927 12ª giornata | Bagnolese | 2 – 0 A tav. | Pro Italia |  |

| Caserta 9 gennaio 1927 13ª giornata | Casertana | 3 – 1 | Pro Italia |  |

| Foggia 16 gennaio 1927 14ª giornata | Foggia | 0 – 1 | Pro Italia |  |

| Taranto 13 febbraio 1927 15ª giornata | Pro Italia | 5 – 0 | Roman |  |

| Bari 6 marzo 1927 16ª giornata | Bari FC | 0 – 0 | Pro Italia |  |

| Taranto 13 marzo 1927 17ª giornata | Pro Italia | 1 – 0 | Audace Taranto |  |

| Roma 20 marzo 1927 18ª giornata | Lazio | 2 – 0 | Pro Italia |  |

## Statistiche

### Statistiche di squadra
| Competizione               | Punti | In casa | In casa | In casa | In casa | In casa | In casa | In trasferta | In trasferta | In trasferta | In trasferta | In trasferta | In trasferta | Totale | Totale | Totale | Totale | Totale | Totale | DR |
| Competizione               | Punti | G       | V       | N       | P       | Gf      | Gs      | G            | V            | N            | P            | Gf           | Gs           | G      | V      | N      | P      | Gf     | Gs     | DR |
| -------------------------- | ----- | ------- | ------- | ------- | ------- | ------- | ------- | ------------ | ------------ | ------------ | ------------ | ------------ | ------------ | ------ | ------ | ------ | ------ | ------ | ------ | -- |
| Prima Divisione - girone D | 18    | 9       | 4       | 1       | 4       | 14      | 11      | 9            | 4            | 1            | 4            | 6            | 8            | 18     | 8      | 2      | 8      | 20     | 19     | +1 |